# Мухамед-Мірзаєв Хаваджі
Хаваджі Мухамед-Мірзаєв, інший варіант — Хаважі Магомед-Мірзоєв (1910 , Алхазурово  — 4 жовтня 1943 , Чернігівська область ) — чеченець, учасник Німецько-радянської війни, кавалерист, кулеметник, гвардії старший сержант, Герой Радянського Союзу.

## Біографія
Хаваджі Магомед-Мірзоєв народився в сім'ї бідняка. Закінчив Грозненське педагогічне училище, працював учителем та директором школи в рідному селі.
У 1930-х роках служив прикордонником на Далекому Сході. Був поранений під час затримання порушника кордону та демобілізований за поранення. У 1940 році закінчив школу середнього начальницького складу Головуправління пожежної охорони в Ташкенті, після закінчення якої працював інспектором пожежної охорони в Ленінабаді (Таджикистан).
Пішов на фронт у вересні 1941 року. Служив у кавалерійському полку помічником командира взводу 3-го ескадрону 16-ї гвардійської Чернігівської кавалерійської дивізії 7-го кавалерійського корпусу 61-ї армії Центрального фронту. Брав участь у Сталінградській битві.
18 вересня 1943 року під час штурму селища Березна Менського району Чернігівської області вогнем із кулемету забезпечив атаку ескадрону в кінному строю. За цей бій він був нагороджений орденом Червоної Зірки.
28 вересня 1943 року Хаваджі серед перших переправився на правий берег Дніпра. Кулеметним вогнем очистивши берег від ворога, він забезпечив успішне форсування річки своїм підрозділам. Був тричі поранений, але не залишив позиції, знищивши 144 фашиста. Помер від ран 4 жовтня.
Указом Президії Верховної Ради СРСР «Про присвоєння звання Героя Радянського Союзу генералам, офіцерському, сержантському та рядовому складу Червоної Армії» від 15 січня 1944 року за «зразкове виконання бойових завдань командування на фронті боротьби з німецькими загарбниками» і виявленими при цьому відвагою Магомед-Мірзоєву було присвоєно звання Героя Радянського Союзу (посмертно).
Чотири його брати також пішли на фронт. Із них живими повернулися лише двоє.

## Пам'ять
- На місці його загибелі біля села Левковичі встановлено пам'ятник.
- Ім'я Мухамед-Мірзаєва викарбовано на меморіальних дошках разом з іменами всіх 78 Героїв Радянського Союзу 16-ї гвардійської Чернігівської кавалерійської дивізії, установлених у Національному музеї Республіки Башкортостан та в музеї 16-ї гвардійської Башкирської кавалерійської дивізії.
- Барельєф із зображенням Хаваджі Мухамед-Мірзаєва встановлено в Меморіалі Слави у Грозному.
- Ім'ям Мухамед-Мірзаєва названо вулицю в Урус-Мартані[4].
- У 1982 році на будівлі Грозненського педагогічного училища (вул. Ляпідевського, 9) встановили дошку[5]: